# Фрідріх Вебер (генерал-лейтенант)
Фрідріх Вебер (нім. Friedrich Weber; 31 березня 1892, Шато-Сален — 2 вересня 1974, Деггендорф) — німецький воєначальник, генерал-лейтенант вермахту. Кавалер Лицарського хреста Залізного хреста.

## Біографія
Син нотаріуса. В 1911/14 році вивчав право в Гайдельберзькому і національну економіку в Мюнхенському університетах. 3 серпня 1914 року вступив в Баварську армію. Учасник Першої світової війни. Після демобілізації армії залишений в рейхсвері. З 1 жовтня 1937 року — командир 1-го батальйону 85-го піхотного полку, з 29 серпня 1939 року — всього полку, з 15 листопада 1942 по 15 квітня 1943 року — 334-ї, з 22 листопада 1943 року — 296-ї, з 10 січня по 28 жовтня 1944 року — 131-ї піхотної дивізії, з 20 грудня 1944 року — фортечної дивізії «Варшава». Всупереч наказу Адольфа Гітлера, Вебер вивів гарнізон з Варшави разом з всіма пораненими, за що був засуджений Імперським військовим судом до трьох років ув'язнення, проте виконання вироку було відкладене для проходження випробувального терміну на фронті. 25 січня 1945 року відправлений в резерв і більше не отримав призначення. 8 травня був взятий у полон американськими військами. 26 червня 1947 року звільнений, після чого працював на різних роботах.
З 1949 року активно займався освітою дорослих. Вебер брав участь у заснуванні народного університету Деггендорфа, який очолив в 1951 році. Він був головою районної робочої групи народних університетів і навчальних закладів для дорослих в Нижній Баварії, а також членом головного комітету Баварської асоціації народних університетів. В 1961 році заснував Освітній центр сучасної історії замку Егг. Окрім цього, Вебер багато років очолював Військовий союз Деггендорфа.

## Сім'я
В 1924 році одружився. В пари народились 4 синів.

## Звання
- Фанен-юнкер (3 серпня 1914)
- Лейтенант (25 січня 1915; патент від 1 червня 1913)
- Оберлейтенант (11 вересня 1918)
- Гауптман (1 квітня 1928)
- Майор (1 лютого 1935)
- Оберстлейтенант (1 жовтня 1937)
- Оберст (1 жовтня 1940)
- Генерал-майор (1 січня 1943)
- Генерал-лейтенант (15 липня 1944)

## Нагороди
- Залізний хрест 2-го і 1-го класу
- Орден «За військові заслуги» (Баварія) 4-го класу з мечами
- Почесний хрест ветерана війни з мечами
- Медаль «За вислугу років у Вермахті» 4-го, 3-го, 2-го і 1-го класу (25 років)
- Медаль «У пам'ять 13 березня 1938 року»
- Медаль «У пам'ять 1 жовтня 1938 року» із застібкою «Празький град»
- Застібка до Залізного хреста 2-го і 1-го класу
- Лицарський хрест Залізного хреста (8 червня 1940)
- Нагрудний знак «За поранення» в сріблі
- Почесна застібка на орденську стрічку для Сухопутних військ
- Сертифікат Пошани Головнокомандувача Сухопутних військ Вермахту (3 липня 1941)
- Німецький хрест в золоті (22 квітня 1942)
- Медаль «За зимову кампанію на Сході 1941/42»
- Срібна медаль «За військову доблесть» (Італія)
- Медаль «За італо-німецьку кампанію в Африці» (Королівство Італія)
- Орден Слави (Туніс), великий офіцерський хрест
- Нарукавна стрічка «Африка»
- Орден «За заслуги перед Федеративною Республікою Німеччина», офіцерський хрест (15 жовтня 1959)
- Баварський орден «За заслуги»
- Почесна стрічка студентського корпусу Трансренанія
- Золота медаль мешканця міста Деггендорф